# 미초아칸주
미초아칸주(스페인어: Estado de

미초아칸 주

Michoacán de Ocampo)는 멕시코 서부에 있는 주이다. 주도는 모렐리아이며 면적은 58,599km2, 인구는 4,412,767명(2012년 기준), 인구 밀도는 75명/km2이다. 1823년 12월 22일에 신설되었으며 113개 지방 자치체를 관할한다.
서쪽과 북서쪽으로는 콜리마주와 할리스코주, 북쪽으로는 과나후아토주, 북동쪽으로는 케레타로주, 동쪽으로는 멕시코주, 남동쪽으로는 게레로주, 남서쪽으로는 태평양과 접한다. 주 이름은 나우아틀어로 "어부의 땅"을 뜻을 가진 '미츠우아칸'(Michhuahcān)에서 유래된 이름이다.

주기
주 문장

## 인구
| 연도 | 인구      | ±%     |
| ---- | --------- | ------ |
| 1895 | 898,809   | —      |
| 1900 | 935,808   | +4.1%  |
| 1910 | 991,880   | +6.0%  |
| 1921 | 939,849   | −5.2%  |
| 1930 | 1,048,381 | +11.5% |
| 1940 | 1,182,003 | +12.7% |
| 1950 | 1,422,717 | +20.4% |
| 1960 | 1,851,876 | +30.2% |
| 1970 | 2,324,226 | +25.5% |
| 1980 | 2,868,824 | +23.4% |
| 1990 | 3,548,199 | +23.7% |
| 1995 | 3,870,604 | +9.1%  |
| 2000 | 3,985,667 | +3.0%  |
| 2005 | 3,966,073 | −0.5%  |
| 2010 | 4,351,037 | +9.7%  |
| 2015 | 4,584,471 | +5.4%  |
| 2020 | 4,748,846 | +3.6%  |